# 연수로 (부산)
연수로는 부산광역시 부산진구 양정동 양정 교차로와 수영구 수영동 수영 교차로를 잇는 부산광역시의 도로이다. 황령산의 북쪽자락을 따라 연제구와 수영구를 이어주는 주요 도로이다. 전 구간 부산광역시도 제32호선에 속한다.

## 연혁
- 2009년 7월 8일 : 2개 이상 구·군에 걸쳐 있는 도로로 연수로를 고시[1]

## 주요 경유지
부산광역시
- 부산진구 - 연제구 - 수영구

## 노선
| 이름                | 접속 노선                                   | 소재지        | 소재지        | 비고          |
| 동평로와 직결       | 동평로와 직결                               | 동평로와 직결 | 동평로와 직결 | 동평로와 직결 |
| ------------------- | ------------------------------------------- | ------------- | ------------- | ------------- |
| 양정 교차로         | 부산광역시도 제61호선 (중앙대로)            | 부산광역시    | 부산진구      |               |
| 연제구청 교차로     | 연제로                                      | 부산광역시    | 연제구        |               |
| 이마트 연제점 앞    | 부산광역시도 제2001호선 (진남로) 황령산로   | 부산광역시    | 연제구        |               |
| 신리삼거리          | 부산광역시도 제36호선 (월드컵대로)          | 부산광역시    | 연제구        |               |
| (부산연산동우체국)  | 쌍미천로 연미로                             | 부산광역시    | 연제구        |               |
| 배산역              |                                             | 부산광역시    | 연제구        |               |
| 부산지방병무청      |                                             | 부산광역시    | 수영구        |               |
| 망미포스코앞 교차로 | 망미로 연수로315번길                        | 부산광역시    | 수영구        |               |
| 망미역 교차로       | 부산광역시도 제3203호선 (과정로) 망미번영로 | 부산광역시    | 수영구        |               |
| 수영 교차로         | 부산광역시도 제20호선 (수영로)              | 부산광역시    | 수영구        | 종점          |

## 교차로
- 수영로

## 주요 건물 및 시설
- 양정119안전센터 (부산광역시 부산진구 연수로 44)
- 이마트 연제점 (부산광역시 연제구 연수로 89)
- 부산연산동우체국 (부산광역시 연제구 연수로 197)
- 연산파출소 (부산광역시 연제구 연수로 207-1)
- 배산역 (부산광역시 연제구 연수로 지하229)
- 부산지방병무청 (부산광역시 수영구 연수로 301)
- 망미역 (부산광역시 수영구 연수로 지하337)